# Joseph Gondré
Joseph Alexander Gondré Barraza (Placilla, Región de Valparaíso, Chile, 8 de abril de 1998) es un futbolista chileno. Juega de defensa.

## Trayectoria
Comenzó su formación en las divisiones inferiores de Everton de Viña del Mar, donde incluso tendría la oportunidad de ser pelotero de la Copa América 2015, para luego pasar a las cadetes del club archirrival, Santiago Wanderers, donde ascendería al primer equipo durante la intertemporada 2018 jugando dos amistosos frente a Deportes Temuco y Unión La Calera.

## Selección nacional
Fue parte de la Selección de fútbol sub-15 de Chile tomando parte de torneos preparativos para el Campeonato Sudamericano Sub-15 de 2013 que se disputaría en Bolivia llegando a la preselección de la nómina definitiva sin poder llegar a disputar partidos oficiales.

## Estadísticas

### Clubes
| Santiago Wanderers · Chile |               |               |    |    |    |    |    |    |    |    |  |  |  |  |  |
| 2ª                         | 2018          | --            | -- | -- | -- | -- | -- | -- | -- |    |  |  |  |  |  |
| Total club                 | Total club    | --            | -- | -- | -- | -- | -- | -- | -- |    |  |  |  |  |  |
| Total carrera              | Total carrera | Total carrera | -- | -- | -- | -- | -- | -- | -- | -- |  |  |  |  |  |
|                            |               |               |    |    |    |    |    |    |    |    |  |  |  |  |  |

### Resumen estadístico
|           | Partidos | Goles |
| --------- | -------- | ----- |
| Primera B | --       | --    |
| Total     | --       | --    |